# Gouillons
Gouillons é uma comuna francesa na região administrativa do Centro, no departamento Eure-et-Loir. Estende-se por uma área de 12,2 km². Em 2010 a comuna tinha 345 habitantes (densidade: 28,3 hab./km²).